# 拉庫納島

拉庫納島（英語：Lacuna Island），是南極洲的島嶼，位於圖拉角以東15公里，處於雷諾島北端，屬於比斯科群島中皮特群島的一部分，現時由南極條約體系管理。